# Poa napensis
Poa napensis är en gräsart som beskrevs av Alan Ackerman Beetle. Poa napensis ingår i släktet gröen, och familjen gräs. Inga underarter finns listade i Catalogue of Life.